# 六氯合碲(IV)酸铯
六氯合碲(IV)酸铯是一种无机化合物，化学式为Cs2[TeCl6]，它是黄色固体，空间群Fm3m。它可由氯化铯和四氯化碲在稀盐酸中反应得到。一些文献报道了它的光学性质。